# Kanton Limoges-Panazol
Kanton Limoges-Panazol is een voormalig kanton van het Franse departement Haute-Vienne. Kanton Limoges-Panazol maakte deel uit van het arrondissement Limoges.
Het werd opgeheven bij decreet van 20 februari 2014, met uitwerking op 22 maart 2015. 

## Gemeenten
Het kanton Limoges-Panazol omvatte de volgende gemeenten:
- Aureil
- Feytiat
- Limoges (deels, hoofdplaats)
- Panazol
- Saint-Just-le-Martel